# Dichagramma
Dichagramma là một chi bướm đêm thuộc họ Noctuidae.